# Calopterusa balucha
Calopterusa balucha är en insektsart som först beskrevs av Boris Petrovich Uvarov 1932.  Calopterusa balucha ingår i släktet Calopterusa och familjen vårtbitare. Inga underarter finns listade i Catalogue of Life.